# 克雷洛夫子空间
线性代数中，由n阶方阵A与n维向量b生成的r阶克雷洛夫子空间是b在A的前r次幂下（始于{\displaystyle A^{0}=I}）的列空间张成的线性子空间，即
{\displaystyle {\mathcal {K}}_{r}(A,b)=\operatorname {span} \,\{b,Ab,A^{2}b,\ldots ,A^{r-1}b\}.}

## 背景
这一概念得名于苏联应用数学家、海军工程师Alexei Krylov，他在1931年发表了一篇关于这一概念的论文。

## 性质
- {\displaystyle {\mathcal {K}}_{r}(A,b),A\,{\mathcal {K}}_{r}(A,b)\subset {\mathcal {K}}_{r+1}(A,b)}.
- 令{\displaystyle r_{0}=\operatorname {dim} \operatorname {span} \,\{b,Ab,A^{2}b,\ldots \}}，则{\displaystyle \{b,Ab,A^{2}b,\ldots ,A^{r-1}b\}}是线性无关的，除非{\displaystyle \forall r>r_{0},\ {\mathcal {K}}_{r}(A,b)\subset {\mathcal {K}}_{r_{0}}(A,b)}，{\displaystyle \operatorname {dim} {\mathcal {K}}_{r_{0}}(A,b)=r_{0}}。因此{\displaystyle r_{0}}是克雷洛夫子空间{\displaystyle {\mathcal {K}}_{r}(A,b)}的最大维度。
- 最大维度满足{\displaystyle r_{0}\leq 1+\operatorname {rank} A,\ r_{0}\leq n}.
- 考虑{\displaystyle \dim \operatorname {span} \,\{I,A,A^{2},\ldots \}=\deg \,p(A)}，其中{\displaystyle p(A)}是A的极小多项式。我们有{\displaystyle r_{0}\leq \deg \,p(A)}。此外{\displaystyle \forall A,\ \exists b}，对它来说此约束是紧密的，即{\displaystyle r_{0}=\deg \,p(A)}。
- {\displaystyle {\mathcal {K}}_{r}(A,b)}是由b产生的扭化{\displaystyle k[x]}-模{\displaystyle (k^{n})^{A}}的循环子模，其中{\displaystyle k^{n}}是k上的线性空间。
- {\displaystyle k^{n}}可分解为克雷洛夫子空间的直和。[需要解释]

## 使用
克雷洛夫子空间用于寻找高维线性代数问题的近似解。控制论的很多线性动态系统检测，特别是与可控制性和可观测性相关的测试，都要检查克雷洛夫子空间的秩。测试等同于寻找与系统/输出映射相关的格拉姆行列式的张成空间，因此不可控与不可观测子空间只是克雷洛夫子空间的正交补。
阿诺德迭代法等现代迭代法可用于寻找大型稀疏矩阵的特征值，或求解大型线性方程组。这些方法尽量避免矩阵间的运算，而将向量与矩阵相乘。从向量b开始，可以计算{\displaystyle Ab}，然后将向量与A相乘，求得{\displaystyle A^{2}b}等等。所有这样的算法都称作克雷洛夫子空间方法，是目前数值线性代数中最成功的方法之一。这些方法可用于能计算矩阵-向量乘法而无A的显式表示的情形，从而产生了无矩阵法。

## 问题
由于幂迭代的特性，向量很快就会变得近乎线性相关，因此依赖于克雷洛夫子空间的方法经常要正交化，例如厄米矩阵的兰佐斯算法或更一般矩阵的阿诺德迭代法。

## 现有方法
最著名的克雷洛夫法有共轭梯度法、诱导降维法、广义最小残量方法、稳定双共轭梯度法、准最小残差法、无转置准最小残差法、最小残差法等等。

## 阅读更多
- Nevanlinna, Olavi. . Lectures in Mathematics ETH Zürich. Basel: Birkhäuser Verlag. 1993: viii+177 pp. ISBN 3-7643-2865-7. MR 1217705.
- Saad, Yousef.  2nd. SIAM. 2003. ISBN 0-89871-534-2. OCLC 51266114.
- Gerard Meurant and Jurjen Duintjer Tebbens: ”Krylov methods for nonsymmetric linear systems - From theory to computations”, Springer Series in Computational Mathematics, vol.57, (Oct. 2020). ISBN 978-3-030-55250-3, url=https://doi.org/10.1007/978-3-030-55251-0.
- Iman Farahbakhsh: "Krylov Subspace Methods with Application in Incompressible Fluid Flow Solvers", Wiley, ISBN 978-1119618683 (Sep., 2020).